# خرده‌ریز خاطره‌ها و شعرهای خاورمیانه
خرده‌ریز خاطره‌ها و شعرهای خاورمیانه پنجمین مجموعه شعر حافظ موسوی است که به عنوان برگزیده چهارمین دوره جایزه شعر خبرنگاران معرفی شده‌است.

## معرفی
خرده‌ریز خاطره‌ها و شعرهای خاورمیانه شامل ۴۵ شعر است که در دو بخش «خرده‌ریز خاطره‌ها» و «شعرهای خاورمیانه» ارائه شده‌است. بخش اول این مجموعه شامل شعرهایی اجتماعی و بخشی از خاطرات شخصی و بخش دوم نیز دربارهٔ تأثیر جریانات خاورمیانه از جنگ افغانستان، عراق و بازخوانی روح مشترک و ستمدیده در این منطقه است. شعرهای این دو مجموعه پیوسته‌است و بن‌مایه‌ای سیاسی دارد؛ ولی در نهایت این مخاطب است که با خواندن این اشعار به آن‌ها سمت و سو می‌دهد. حساسیت نسبت به مسایل اجتماعی پیرامونی ما، جنایاتی که در خاورمیانه رخ می‌دهد و وضعیت اجتماعی کشورهای عراق و افغانستان نقطه عطفی در سرودن «شعرهای خاورمیانه» شد. همچنین حافظ موسوی در گفتگویی کتاب را این‌گونه معرفی کرده‌است: «این مجموعه شامل دو بخش خرده‌ریز خاطره‌ها و شعرهای خاورمیانه است و در هر بخش، ۲۰ شعر عرضه شده‌است. او دربارهٔ شعرهای بخش اول مجموعه گفت: شعرهای این بخش به نوعی برخی از خاطره‌های نه لزوماً خصوصی؛ بلکه بخشی از تجربه‌های شخصی‌ام هستند و از نظر فضاهای کلی، شاید دنبالهٔ شعرهای مجموعهٔ «سطرهای پنهانی» به حساب آیند. زبان شعرها اغلب ساده است و فضاها عمدتاً فضاهای عاطفی و البته با توجه به ذهنیتم، اغلب آن‌ها از ته‌مایه‌های جمعی و اجتماعی هم برخوردارند. موسوی افزود: شاید اگر جذابیتی در شعرهای این بخش باشد، به این دلیل است که بخشی از این خاطرات و تجربه‌های زیسته‌شده می‌توانند دست‌کم بین من و بخشی از هم نسلانم در این محدودهٔ جغرافیایی، سیاسی و زمانی مشترک باشند. به نظرم، این شعرها نوعی تاریخ‌نگاری عاطفی و خصوصی به حساب می‌آیند؛ یعنی آنچه از این زمان و این تجربه‌ها در ما رسوب کرده‌است. این شعرها به لحاظ سادگی زبان و کلمات و تصاویر خیلی ساده‌تر از شعرهای قبلی‌ام هستند؛ اما به گمان خودم، این زبان با همهٔ سادگی‌اش، زبان سهل‌انگاری نیست؛ به این دلیل که خود من گاهی در انتخاب یا در جابه‌جایی یک واژه در این شعرها و گاه بعدها زمانی که آن را برای چاپ آماده می‌کردم، به وسواس عجیبی دچار شدم.»
همچنین نسخه صوتی این اثر تولید و منتشر شده‌است. کتاب صوتی «خرده‌ریز خاطره‌ها» مجموعه‌ای از شعرهای حافظ موسوی در پنج بخش عاشقانه‌ها، گاهی وقت‌ها، سطرهای پنهانی، شعرهای خاورمیانه و یادداشت‌های مانکوزو است که با صدای این شاعر دکلمه شده و انتخاب موسیقی آن را آرمان نوروزی انجام داده‌است.در بخش اول این مجموعه آن دسته از شعرها گنجانده شده که می‌توان کم و بیش آن‌ها را عاشقانه در نظر گرفت. در این بخش شعرهای «این سطرها»، «از این راه‌ها»، «عید که آمد»، «سیب»، «از ستاره‌ها»، «با نام تو» و «صندلی» ارائه شده‌است. در بخش دوم شعرهایی انتخاب شده‌اند که دغدغه‌های هستی‌شناختی دارند. در این بخش، شعرهای «گاهی وقت‌ها»، «توفان به پا مکن»، «هی کن»، «حیاط خانه پدری» و «مسافران» آمده‌است. از این میان، شعر «توفان به پا مکن» در رثای نازنین نظام‌شهیدی است. در بخش سوم با تجربه‌های شکل‌گراتر حافظ موسوی مواجه‌ایم. بیشتر این شعرها از دو کتاب «زن، تاریکی، کلمات» و «سطرهای پنهانی» انتخاب شده‌اند. در این بخش شعرهای «پس حرف‌های را»، «و بعد (زن تاریکی)»، «سطرهای پنهانی»، «و بعد (سطرهای پنهانی)» و «یک تصویر در دو زمان» ارائه شده‌است. بخش چهارم به شعرهای خاورمیانه اختصاص دارد. «کشتی‌های عتیق شما»، «در پایتخت قصه‌های هزار و یک شب»، «حالا خیال کن»، «این‌جا خاورمیانه است»، «سرباز زرد موی ناتو»، «مارک پسر خاورمیانه نبود»، «در کشور من شهر کوچکی‌ست» و «با جهانی که…» در این بخش آمده و بخش پنجم هم متعلق است به «یادداشت‌های مانکوزو»

## جوایز
- خرده‌ریز خاطره‌ها و شعرهای خاورمیانه در چهارمین دوره جایزه شعر خبرنگاران به عنوان برگزیده معرفی شد.[۸] داوری این دوره از رقابت را احمد پوری، محمدهاشم اکبریانی، علیرضا بهرامی، آرش شفاعی و پونه ندایی، بر عهده داشتند.

## نقد و بررسی
پرزیدنت قول داده‌است/ برای پیروزی بزرگ در خاورمیانه/ جشن مفصلی برپا خواهد کرد/ میهمانان مهمی از سراسر دنیا/ در لیست مدعوین خواهند بود/ خاورمیانه نیز، همراه با انواع مخلفات/ جزو لیست غذاهاست.

- اسدالله امرایی در معرفی این کتاب گفته‌است: «مجموعه شعر «خرده‌ریز خاطره‌ها و شعرهای خاورمیانه» حافظ موسوی واکنش شاعر دردمند به اوضاع امروز جهانی است که در آن زندگی می‌کند؛ شعرهایی که بی‌هیچ ادا درآوردنی حرف خود را می‌زند و اتفاقاً به دل می‌نشیند.»[۱۰]
- سینا علی محمدی نیز دربارهٔ این کتاب نوشت: «حافظ موسوی بی آنکه وارد بیانیه صادرکردن شود زیباترین انتقادها را به جهان غرب و سرمایه‌داری مطرح می‌کند. به نظر می‌رسد شعرهای عاشقانه موسوی هنگامی که پس زمینه اجتماعی یا سیاسی پیدا می‌کند بسیار عمیق‌تر و پررنگ تر و تأثیر گذارتر است به هر حال حافظ موسوی خواسته یا ناخواسته امروز تبدیل به یکی از موفق‌ترین و مطرح‌ترین شاعران اجتماعی و اعتراضی هم روزگارمان شده‌است. اما بخش دوم کتاب کاملاً فضایی متفاوت دارد شعرهایی که ما انتظار خواندنش را از شاعری به نام حافظ موسوی داریم در این بخش قرار دارد. حافظ موسوی در شعرهای خاورمیانه بی آن که وارد بیانیه صادر کردن، تاریخ‌نگاری و تصمیم‌گیری برای مدیریت جهان شود اشعاری می‌سراید که شاید زیباترین انتقادها را به جهان غرب و سرمایه‌داری وارد می‌کند.» [۱۱]